# Club Voleibol Haro 2014-2015
Questa voce raccoglie le informazioni riguardanti il Club Voleibol Haro nelle competizioni ufficiali della stagione 2014-2015.

## Organigramma societario
Area direttiva
- Presidente: Ismael Merino

Area tecnica
- Allenatore: José Miguel Pérez
- Allenatore in seconda: Alberto Avellaneda

## Rosa
| N° | Nome               | Ruolo | Data di nascita  | Nazionalità sportiva |
| -- | ------------------ | ----- | ---------------- | -------------------- |
| 1  | Lara Raspall       | S     | 29 aprile 1986   | Spagna               |
| 3  | Sheila de Oliveira | S     | 20 ottobre 1982  | Spagna               |
| 5  | Nuria Bouza        | S     | 9 giugno 1989    | Spagna               |
| 8  | Sara Castro        | P     | 7 aprile 1991    | Spagna               |
| 9  | Maria Barrasa      | P     | 14 marzo 1995    | Spagna               |
| 10 | Aída Etxebarría    | S     | 26 marzo 1995    | Spagna               |
| 11 | Alba Cardona       | S/O   | 16 novembre 1992 | Spagna               |
| 12 | Janeliss Torres    | C     | 9 luglio 1991    | Porto Rico           |
| 13 | Patricia Llabrés   | L     | 15 aprile 1996   | Spagna               |
| 15 | Shelby Kintzel     | C     | 1º agosto 1991   | Stati Uniti          |
| 17 | Sara Sarmiento     | C     | 12 marzo 1987    | Spagna               |